# 樺太丸
樺太丸(からふとまるまたはかばふとまる)は、日本海軍(兵部省所管)の運輸船。

## 船歴
旧名はヤコバ船(ヤコバ号)。
明治3年6月9日(1870年7月7日)にオランダ商人から購入し、
6月24日(新暦7月22日)兵部省所管となり
樺太丸と改称した。
同年に樺太開拓使に交付された。
その後解約し、売り主に返却された。

## 船長
- 柴誠一:明治3年閏10月時(1870年12月頃)[6]